# 防塁
防塁（ぼうるい）は、日本の城の一形態である。沿岸、国境線、尾根などに土塁や石垣（石塁）、空堀や水堀、さらに塹壕などを平行線状に築いた防御構築物である。

## 概要
長塁と呼ばれることもある。室町時代以降に構築された事例では、銃砲撃戦に堪えて死角のない十字砲火を可能にするために「横矢掛かり」を設けるなどして複雑化させた場合もある。基本的に城のような居住性はなく、守備する兵士は野営するか近隣の拠点から輪番で派遣された。日本国外でこれに類する代表的な例は中国の万里の長城であり、ローマ帝国時代のイギリスなどでも敵対的な異民族の脅威からの防衛を企図して防塁が造られている（ハドリアヌスの長城）。このコンセプトは、銃砲や戦術の発達を伴いながら近代要塞にまで発展していった。
日本では広大な原野や国境線が存在しないため、万里の長城やハドリアヌスの長城のような大規模な防塁は発達しなかった。しかし、古代においては水城が構築され、鎌倉時代には元寇防塁が構築された。これらは海外からの脅威に対処するためのものであり、当時の海岸線に基づいて構築されている。奥州藤原氏は源頼朝の侵攻に備えて阿津賀志山防塁を築いた。室町時代末期～安土桃山時代初期には各地の豪族や戦国大名が交通の要衝や支配地域の周縁部に小規模な防塁を築いている（神奈川県鴨沢要害、同県根府川城など）。また、山梨県韮崎市穴山町の能見城は、複雑な形状の防塁が横幅の狭い台地を横断する形で構築された。これらの防塁のうち一部は領地防衛もさることながら、通行人からの関銭の徴収を企図した関所の意味合いもあったと考えられる。
基本的に防塁は純粋な軍事施設であるため、江戸時代に入っては全く構築されなくなった。しかし幕末になり、外国船の領海侵入が顕著になると砲台の構築がピークとなり、この一形態として防塁を築くケースも出てきた。山口県萩市の菊ヶ浜台場 は海岸線に沿って、側射が可能な横矢掛かりを設けた土塁を構築したもので、この典型的なケースであった。この場合は海上からの砲撃から物理的に萩市街を守り、敵軍が上陸した場合には同台場を第一の反攻拠点とするものであった。また、伊豆諸島の神津島・天上山には「オロシャの石塁」と呼ばれる、尾根に沿って300メートルにわたる石造りの防塁が江戸幕府によって築かれた。これらは、水城や元寇防塁同様に上陸戦（水際作戦）を想定したものであった。
戊辰戦争においては野戦築城として双方が防塁を築いた（北海道台場山など）他、会津戦争では上杉氏によって母成峠・馬入峠に築かれていた中世の防塁を塹壕を設けるなど補強して使用した。